# دوران متحد
في نظام الدوران المتحد للتفاعلات الألكترو حلقية (نوع من أنواع التفاعلات العضوية) تتحرك المستبدلات الموجودة في نهاية الأنظمة المترافقة للرابطة المزدوجة في نفس الإتجاه (بإتجاه عقارب الساعة أو عكسها) خلال عملية فتح أو غلق الحلقة.
مثال: عند تسخين سيس-4,3-دايميثيل سيكلو بيوتين يتحول حصريا إلى ترانس، سيس-4,2-هيكسا دايين، حيث أن ترانس-4,3-دايميثيل سيكلو بيوتين ينتج ترانس، سيس-4,2-هيكسا دايين.